# Kornatka (województwo małopolskie)

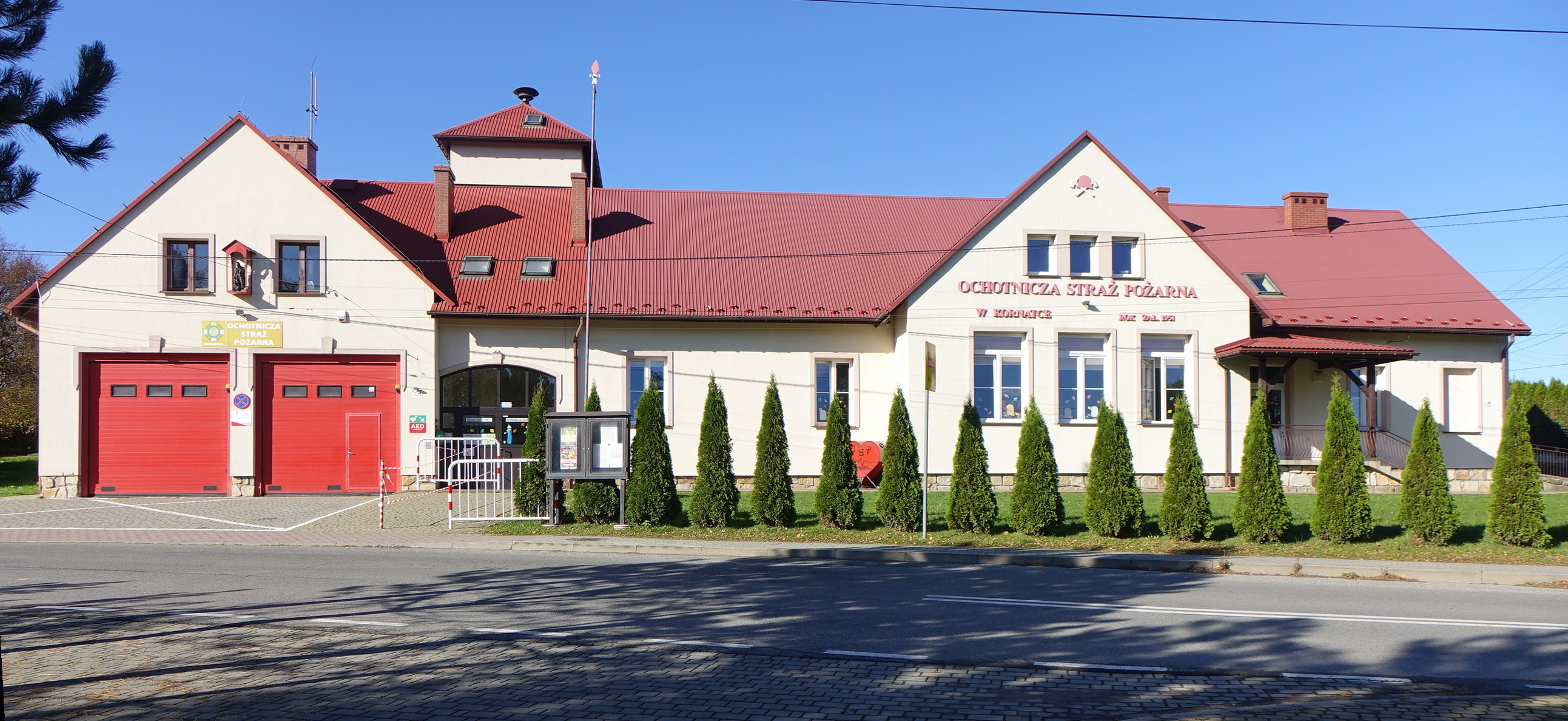
OSP w Kornatce

Kornatka – wieś w Polsce położona w województwie małopolskim, w powiecie myślenickim, w gminie Dobczyce. W latach 1975–1998 miejscowość administracyjnie należała do województwa krakowskiego.

## Położenie geograficzne i turystyka
Pod względem geograficznym Kornatka znajduje się na Pogórzu Wiśnickim, pomiędzy Jeziorem Dobczyckim a wzniesieniami Pasma Glichowca. Przez miejscowość przepływa kilka potoków: Rokitka, Olszanica, Brzezówka i Lemiesz. Z przysiółka Folwark wychodzi żółty szlak turystyczny, który poprzez zalesione Pasmo Glichowca, przełęcz między dwoma jego wzniesieniami (Glichowiec (523 m) i Ostrysz (507 m)) prowadzi na Zasańską Przełęcz (410 m).
W lesie na Wielkiej Górze znajduje się skała Kornatka, na której uprawiany jest bouldering.

## Opis miejscowości
W skład Kornatki wchodzą przysiółki o nazwach: Dział, Folwark, Zalas, Osicze, Bór, Dziuraki, Burletka, Brzegi, Dąbrowa, Dziudrze, Dąbrówka, Rokita, Za Górką, Zadki, Sarnulki. Sołectwo, zajmujące obszar 1230,5 ha zamieszkuje około 950 osób. Na terenie wsi Kornatka funkcjonuje Szkoła Podstawowa, działa OSP oraz LKS „Rokita”. Wieś Kornatka należy do Parafii Rzymskokatolickiej pw. Miłosierdzia Bożego.

## Sport w Kornatce
Dwa razy do roku odbywają się tu zawody z cyklu XRUN. Są to biegi górskie, których trasa przebiega przez Pasmo Ostrysza.